# Мишори, Эфрат
Эфрат Мишо́ри (ивр. אפרת מישורי‎; род. 5 мая 1964, Тверия) — израильская поэтесса и кинематографист, иллюстратор, художественный критик.
На протяжении 1990-х гг. выступала как художественный и поэтический критик, в том числе в газетах «Гаарец» и «Маарив». В 2006 г. получила в Тель-Авивском университете докторскую степень по литературе, представив диссертацию, рассматривающую образ Тель-Авива в творчестве поэта Авота Йешуруна. В 1989—2014 гг. была замужем за художником Яковом Мишори, есть сын.
В 1988 году выпустила сборник стихотворений для детей с собственными иллюстрациями. Дебютировала как поэт в 1994 году, издав самостоятельно двухтомное собрание стихотворений. Книга получила высокую оценку критики. В дальнейшем опубликовала ещё шесть книг стихов. С 1996 г. выступала с авторским шоу «Я — манекенщица поэзии», включавшим наряду со стихами элементы видео-арта.
С 2014 г. Мишори также занимается кинематографом. После нескольких короткометражных работ дебютировала в 2018 г. полнометражным фильмом «Смерть поэтессы» (совместно с Даной Гольдберг).
В 2001 г. удостоена израильской литературной премии премьер-министра. В 2018 г. стала лауреатом международного фестиваля «Поэзия без границ» в Риге.